# 联合国安全理事会第2254号决议
联合国安全理事会第2254号决议于2015年12月18日获得通过成为决议。决议呼吁在叙利亚实现停火和通過政治手段解决敘利亞危機。

## 决议内容

### 停止针对平民目标的攻击
决议明确要求所有冲突方立即停止对平民目标的袭击，目的是缓解叙利亚内战中长期存在的人道主义危机。各方必须优先保护平民的生命安全，避免无差别攻击或其他危害平民的行为。

### 推动停火
决议敦促联合国会员国支持实现全国范围内的停火努力。停火并非单纯的军事行为终止，而是迈向和平谈判的重要一步。决议也请求联合国召集叙利亚冲突各方，于2016年1月正式启动政治谈判。这些谈判的目标是建立包容性、叙利亚人主导的政治过渡进程。为确保停火的落实，决议要求建立一个监督停火的机制。

### 18个月内的选举计划
决议规定，在政治过渡的框架下，叙利亚需要在18个月内举行自由、公正的选举。这些选举将在联合国的监督下进行，并遵循国际公认的选举标准，确保叙利亚人民能够决定国家的未来。

## 后续
在第2254号决议通过后，伊朗、俄罗斯和土耳其于2017年1月共同启动了阿斯塔纳和谈，并以该决议作为叙利亚政治进程的法律基础。这标志着地区强国在解决叙利亚问题上采取协调行动，试图弥补此前联合国主导的日内瓦和谈在成效上的不足。